# Boreas (Nunatak)
Der Boreas ist ein 220 m hoher Nunatak an der Prinzessin-Martha-Küste des ostantarktischen Königin-Maud-Lands. Er ragt 1,5 km südwestlich des Nunatak Passat an der Mündung des Schytt-Gletschers in das Jelbart-Schelfeis auf.
Entdeckt und benannt wurde der Nunatak bei der Deutschen Antarktischen Expedition 1938/39 unter der Leitung des Polarforschers Alfred Ritscher. Namensgeber ist die Boreas, eine Dornier Wal, welche die Lufthansa der Forschungsreise als eines von zwei Flugzeugen zur Verfügung stellte. Eine Vermessung erfolgte bei der Norwegisch-Britisch-Schwedischen Antarktisexpedition (1949–1952).